# Zimány
Zimány é um município da Hungria, situado no condado de Somogy. Tem 12,97 km² de área e sua população em 2019 foi estimada em 560 habitantes.